# Wiggins-Gletscher
Der Wiggins-Gletscher ist ein Gletscher an der Graham-Küste des Grahamlands auf der Antarktischen Halbinsel. Er fließt vom Bruce-Plateau in westlicher Richtung zur Penola Strait, die er südlich des Gebirgskamms Blanchard Ridge erreicht.
Entdeckt wurde der Gletscher bei der Fünften Französischen Antarktisexpedition unter der Leitung des Polarforschers Jean-Baptiste Charcots. Charcot benannte ihn als Glacier du Milieu (deutsch Mittelgletscher). Diese Benennung wurde 1959 im Wunsch nach einer spezifischeren Benennung durch das UK Antarctic Place-Names Committee verworfen. Namensgeber ist William Denison Clare Wiggins (1905–1971), stellvertretender Leiter des britischen Direktorats für überseeische Landvermessungen (Directorate of Overseas Surveys, DOS).